# Coração de Maria
Coração de Maria est une municipalité brésilienne de l'État de Bahia et la Microrégion de Feira de Santana.